# Shocking Blue
Shocking Blue – holenderski zespół rockowy z Hagi istniejący w latach 1967–1974.
Największym przebojem grupy była piosenka „Venus”, która w 1970 roku stała się światowym hitem, zajmując m.in. 1. miejsce na amerykańskiej liście przebojów Billboard 100. „Venus” była wielokrotnie nagrywana przez innych artystów, jednak największy sukces odniosła wersja brytyjskiego girlsbandu Bananarama z 1986 roku.
Cover piosenki „Love Buzz” z repertuaru Shocking Blue znalazł się na debiutanckim singlu amerykańskiego zespołu grunge'owego Nirvana oraz na wydanym w 1989 roku albumie Bleach. Fragment „Love Buzz” został także zasamplowany przez The Prodigy w utworze „Phoenix” z płyty Always Outnumbered, Never Outgunned. Natomiast piosenka „Send Me a Postacard” znalazła się na składance Softcore Jukebox z utworami wybranymi przez zespół Ladytron.

## Skład
- Robbie van Leeuwen (ur. 24 października 1946, wokale, gitara, sitar)
- Fred de Wilde (wokale)
- Mariska Veres (ur. 1 października 1947, zm. 2 grudnia 2006[1]; w zespole od 1968, zastąpiła Fred de Wilde na wokalu)
- Klaasje van der Wal (ur. 1 grudnia 1949, zm. 12 lutego 2018, gitara basowa)
- Cor(nelius) van der Beek (ur. 6 czerwca 1948, zm. 2 kwietnia 1998, perkusja)

## Dyskografia
Albumy
- 1968 Shocking Blue (znany też jako Beat with Us, Polydor, Karussell)
- 1969 At Home (Pink Elephant)
- 1970 Scorpio's Dance (Pink Elephant)
- 1971 Third Album (znany także jako Shocking You, Pink Elephant)
- 1972 Inkpot (Pink Elephant)
- 1972 Live in Japan (Pink Elephant)
- 1972 Attila (Pink Elephant)
- 1972 Eve And The Apple (Attila z jedną inną piosenką, Polydor)
- 1973 Dream On Dreamer (Polydor)
- 1973 Ham (Dream On Dreamer z trzema innymi piosenkami, Pink Elephant)
- 1974 Good Times (Pink Elephant)
- 1975 I Shock You, You Shock Me Too (Pink Elephant)